# Charles Albright
Charles Frederick Albright, född 10 augusti 1933 i Amarillo, Texas, död 22 augusti 2020 i Lubbock, Texas, var en amerikansk seriemördare.

## Biografi
Charles adopterades av Delle och Fred Albright från ett barnhem. Hans mamma, en lärarinna höll en mycket strikt uppfostran och var mycket överbeskyddande. Hon påskyndade hans utbildning och fick honom att hoppa över två klasser i grundskolan. Han skaffade som ung sitt första vapen som han använde för att skjuta smådjur. Hans mor hjälpte honom att stoppa upp dem i hopp om att han skulle utbilda sig till taxidermist. Familjen hade dock inte råd med äkta glasögon till de uppstoppade djuren så hans mamma använde knappar istället.
Hans kriminella bana påbörjades redan som 13-åring, han sysslade med småstölder och blev senare gripen för misshandel. Vid 15 års ålder tog han studenten från High School och kämpade sig in på North Texas University. Vid 16 års ålder greps han av polisen för stöld och bar då två pistoler och ett gevär, för detta fick han ett års fängelse. Efter frigivningen fortsatte han sina studier men vid Arkansas State Teacher's College men hamnade snabbt i problem. Han blev avstängd och utkastad från skolan sedan man gripit honom med stöldgods. Han falsifierade då sina utbildningsbevis genom att stjäla rätt dokument och förfalska signaturer.
Han gifte sig med sin flickvän som han träffat under sin tid på college och tillsammans fick de en dotter. Albright fortsatte att förfalska dokument och checkar, han började undervisa men blev påkommen flera gånger. Han lyckades dock alltid få villkorliga straff för sina brott och under 1974 skiljde paret sig.
Charles blev tagen när han stal varor för hundratals dollar från en järnaffär och dömdes till 2 års fängelse men avtjänade mindre än 6 månader innan han försattes på fri fot. Han började nu att omsorgsfullt skapa vänskapsband med sina grannar till den grad att de lät honom sitta barnvakt för deras barn. Under ett besök hos vänner 1981 utnyttjade han deras 9-åriga dotter sexuellt. Han blev på nytt gripen men dömdes återigen till villkorligt.  1985 träffade han en kvinna vid namn Dixie i Arkansas och det dröjde inte länge förrän hon försörjde honom. Han brukade påstå att han skulle göra sin tidningsrunda varje morgon men använde detta som tillfälle att träffa prostituerade.

## Morden
Den 13 december 1990 hittades Mary Lou Pratt, en 33-årig välkänd prostituerad kvinna, död i bostadsområdet Oak Cliff i Dallas, Texas. Kroppen låg med ansiktet uppåt och bara iförd en T-shirt. Hon var mördad genom ett nackskott med en .44 magnum-kula. Mördaren hade utan att skada ögonlocken tagit ur ögonen och tagit dem med sig.
Den 10 februari 1991 hittades Susan Peterson mördad strax utanför stadsgränsen. Susan, också hon en prostituerad, låg nästan naken och med T-shirten uppdragen för att blotta hennes bröst. Hon hade blivit skjuten 3 gånger. 2 gånger i huvudet och 1 gång i bröstet. Rättsläkaren kunde konstatera att även hennes ögon hade avlägsnats med kirurgisk precision.
Den 18 mars 1991 hittades Shirley Williams, även hon en prostituerad, på samma sätt i närheten av en skola i Dallas. Hennes ögon var utplockade och hennes ansikte var fullt med blåmärken och hennes näsa var bruten. Även hon var skjuten i huvudet.

## Gripande och rättegång
Charles Albright grips den 22 mars 1991 och åtalas för de tre morden. Hans rättegång påbörjas den 13 december 1991. Åklagarna kämpade i motvind då man ansåg att bevisningen grundade sig på indicier men det tyngsta beviset var hår från Albright som man funnit på brottsplatsen vid mordet på Shirley Williams. Den 18 december 1991 dömdes Albright för mordet på Shirley Williams, det var det enda mord han faktiskt dömdes för, till livstids fängelse.